# 2022–2023-as magyar férfi kézilabda-bajnokság (első osztály)
A 2022–2023-as magyar férfi kézilabda-bajnokság első osztálya a bajnokság 72. kiírása.
A bajnokság alapszakaszát a Pick Szeged csapata nyerte, amely így a két győztes mérkőzésig tartó bajnoki döntőben pályaelőnybe került. A mindent eldöntő harmadik mérkőzésen Szegeden tudott nyerni a Telekom Veszprém, amely négy év után lett bajnok, történetük 27. bajnoki címét megszerezve.
A bajnokság két kiesője a Ceglédi KKSE és a Budai Farkasok.

## Résztvevő csapatok
| Csapat                     | Székhely          | Aréna                                       | Befogadóképesség |
| -------------------------- | ----------------- | ------------------------------------------- | ---------------- |
| Balatonfüredi KSE          | Balatonfüred      | Balatonfüredi Szabadidőközpont              | 0712             |
| Budai Farkasok - Rév       | Budaörs           | Városi Uszoda Sportcsarnok és Strand        | 0905             |
| Budakalász KC              | Budakalász        | Budakalászi Sportcsarnok                    | 0400             |
| Ceglédi KKSE               | Abony             | Varga István Városi Sportcsarnok            | 1200             |
| Csurgói KK                 | Csurgó            | Sótonyi László Sportcsarnok                 | 1200             |
| Dabas VSE KC               | Dabas             | OBO Aréna                                   | 1920             |
| Ferencvárosi TC            | Budapest, IX. ker | Elek Gyula Aréna                            | 1300             |
| Gyöngyösi KK               | Gyöngyös          | Dr. Fejes András Sportcsarnok               | 1500             |
| Komlói BSK                 | Komló             | Komlói Sportközpont                         | 0800             |
| Nemzeti Kézilabda Akadémia | Balatonboglár     | NEKA csarnok                                | 0678             |
| OTP Bank - Pick Szeged     | Szeged            | Pick Aréna                                  | 8143             |
| MOL Tatabánya KC           | Tatabánya         | Tatabányai Multifunkcionális Sportcsarnok   | 6200             |
| Fejér B.Á.L.-Veszprém      | Veszprém          | Veszprém Aréna Március 15. úti Sportcsarnok | 5096 2200        |
| Telekom Veszprém           | Veszprém          | Veszprém Aréna                              | 5096             |

## Alapszakasz

### Tabella
| #   | Csapat                     | M  | GY | D | V  | G+ – G–  | GK   | P  | Megjegyzések           |
| --- | -------------------------- | -- | -- | - | -- | -------- | ---- | -- | ---------------------- |
| 1.  | MOL-Pick Szeged B          | 26 | 25 | 0 | 1  | 938–713  | +225 | 50 | Bajnoki döntőbe jutott |
| 2.  | Telekom Veszprém KGY       | 26 | 24 | 1 | 1  | 1008–747 | +261 | 49 | Bajnoki döntőbe jutott |
| 3.  | Tatabánya KC               | 26 | 19 | 1 | 6  | 802–703  | +99  | 39 |                        |
| 4.  | Ferencvárosi TC            | 26 | 18 | 1 | 7  | 876–804  | +72  | 37 |                        |
| 5.  | Balatonfüredi KSE          | 26 | 13 | 3 | 10 | 736–709  | +27  | 29 |                        |
| 6.  | Csurgói KK                 | 26 | 12 | 3 | 11 | 716–721  | −5   | 27 |                        |
| 7.  | Gyöngyösi KK               | 26 | 12 | 2 | 12 | 729–751  | −22  | 26 |                        |
| 8.  | Nemzeti Kézilabda Akadémia | 26 | 10 | 3 | 13 | 694–720  | −26  | 23 |                        |
| 9.  | Dabas VSE KC               | 26 | 11 | 1 | 14 | 726–780  | −54  | 23 |                        |
| 10. | Budakalász KC              | 26 | 9  | 4 | 13 | 700–768  | −68  | 22 |                        |
| 11. | Komlói BSK                 | 26 | 7  | 3 | 16 | 704–782  | −78  | 17 |                        |
| 12. | Fejér-B.Á.L. Veszprém      | 26 | 5  | 0 | 21 | 732–887  | −155 | 10 |                        |
| 13. | Ceglédi KKSE F             | 26 | 4  | 0 | 22 | 660–781  | −121 | 8  | Kiesett                |
| 14. | Budai Farkasok - Rév F     | 26 | 2  | 0 | 24 | 742–897  | −155 | 4  | Kiesett                |

Forrás: https://www.mksz.hu/versenyek/felnottFerfiVersenyek/32021890/320216336 
A rangsorolás alapszabályai: 1. összpontszám, 2. egymás elleni eredmények összpontszáma, 3. egymás elleni eredmények gólkülönbsége, 4. egymás elleni eredmények szerzett góljainak száma, 5. gólkülönbség, 6. szerzett gólok száma.
(B): Bajnokcsapat, (K): Kieső csapat, (F): Feljutó csapat, (I): Kupainduló, (R): A rájátszás győztese, (KGY): Kupagyőztes

## A döntő
A bajnoki döntőbe az alapszakasz első két helyezettje jutott. A bajnoki címet két győzelemig tartó párharc megnyerésével lehet megszerezni. Az első és a harmadik mérkőzést az alapszakaszgyőztes MOL-Pick Szeged otthonában, a második mérkőzést a Telekom Veszprém pályáján rendezik.
| Alapszakasz 1.      | Alapszakasz 2.       | 1. mérkőzés | 2. mérkőzés | 3. mérkőzés |
| ------------------- | -------------------- | ----------- | ----------- | ----------- |
| MOL-Pick Szeged (1) | Telekom Veszprém (2) | 31–25       | 27–34       | 27–31       |

1. mérkőzés
| 2023. június 2. 18:15 (CEST) | MOL-Pick Szeged | 31 – 25     | Telekom Veszprém | Pick Aréna, Szeged Nézőszám: 6167 Játékvezetők: Andorka, Hucker |
| 2023. június 2. 18:15 (CEST) | Blonz 7         | (15–11)     | Lauge 4          | Pick Aréna, Szeged Nézőszám: 6167 Játékvezetők: Andorka, Hucker |
| 2023. június 2. 18:15 (CEST) | 4× 2×           | Jegyzőkönyv | 3× 1×            | Pick Aréna, Szeged Nézőszám: 6167 Játékvezetők: Andorka, Hucker |

2. mérkőzés
| 2023. június 5. 18:30 (CEST) | Telekom Veszprém | 34 – 27     | MOL-Pick Szeged | Veszprém Aréna, Veszprém Nézőszám: 5100 Játékvezetők: Hargitai, Markó |
| 2023. június 5. 18:30 (CEST) | Elísson 9        | (18–17)     | Blonz 6         | Veszprém Aréna, Veszprém Nézőszám: 5100 Játékvezetők: Hargitai, Markó |
| 2023. június 5. 18:30 (CEST) | 5× 2×            | Jegyzőkönyv | 5× 2×           | Veszprém Aréna, Veszprém Nézőszám: 5100 Játékvezetők: Hargitai, Markó |

3. mérkőzés
| 2023. június 9. 20:30 (CEST) | MOL-Pick Szeged | 27 – 31     | Telekom Veszprém | Pick Aréna, Szeged Nézőszám: 7695 Játékvezetők: Bócz, Wiedermann |
| 2023. június 9. 20:30 (CEST) | Blonz 6         | (14–12)     | Vajlupav 9       | Pick Aréna, Szeged Nézőszám: 7695 Játékvezetők: Bócz, Wiedermann |
| 2023. június 9. 20:30 (CEST) | 1×              | Jegyzőkönyv | 4×               | Pick Aréna, Szeged Nézőszám: 7695 Játékvezetők: Bócz, Wiedermann |